# Erondegemse Pijl
La Erondegemse Pijl, littéralement « Flèche d'Erondegem », est une course cycliste sur route féminine se déroulant à Erpe-Mere. 
Elle fait partie du calendrier UCI entre 2011 et 2019 en catégorie 1.2. Elle est également l'une des manches de la Lotto Cycling Cup.  La 26e édition prévue en 2020 est annulé en raison de la  pandémie de covid-19. La course n'a pas été réorganisée depuis.

## Palmarès
| Année | Vainqueur          | Deuxième             | Troisième             |                  |
| ----- | ------------------ | -------------------- | --------------------- | ---------------- |
| 1996  | Els Decottenier    | Sonja Vermeylen      | Els Pauwels           |                  |
| 1997  | Anja Lenaers       | Anne-Marie Cooreman  | Sonja Vermeylen       |                  |
| 1998  |                    |                      |                       |                  |
| 1999  |                    |                      |                       |                  |
| 2000  |                    |                      |                       |                  |
| 2001  |                    |                      |                       |                  |
| 2002  |                    |                      |                       |                  |
| 2003  |                    |                      |                       |                  |
| 2004  |                    |                      |                       |                  |
| 2005  |                    |                      |                       |                  |
| 2006  | Sjoukje Dufoer     | Ludivine Henrion     | Ilse Geldhof          |                  |
| 2007  | Corine Hierckens   | Eva Heijmans         | Goedele Van Den Steen |                  |
| 2008  | Sylvia Debboudt    | Lensy Debboudt       | Mieke de Clercq       |                  |
| 2009  | Lieselot Decroix   | Janneke Busser Kanis | Lensy Debboudt        |                  |
| 2010  | Grace Verbeke      | Marie Lindberg       | Sjoukje Dufoer        |                  |
| 2011  | Chantal Blaak      | Christine Majerus    | Liesbet De Vocht      |                  |
| 2012  | Adrie Visser       | Liesbet De Vocht     | Janneke Busser Kanis  |                  |
| 2013  | Maaike Polspoel    | Sofie De Vuyst       | Christine Majerus     |                  |
| 2014  | Ann-Sophie Duyck   | Liesbet De Vocht     | Désirée Ehrler        |                  |
| 2015  | Thalita de Jong    | Élise Delzenne       | Nina Kessler          |                  |
| 2016  | Lucinda Brand      | Nina Kessler         | Thalita de Jong       |                  |
| 2017  | Julia Soek         | Rachel Neylan        | Esther van Veen       |                  |
| 2018  | Nina Kessler       | Evy Kuijpers         | Monique van de Ree    |                  |
| 2019  | Monique van de Ree | Nguyễn Thị Thật      | Sofie De Vuyst        |                  |
| 2020  | annulé/abandonné   | annulé/abandonné     | annulé/abandonné      | annulé/abandonné |